# Wanderlust (filme)
Wanderlust (bra: Viajar É Preciso; prt: Amor e Outras Cenas) é um filme de comédia estadunidense de 2012, dirigido por Judd Apatow e estrelado por Jennifer Aniston e Paul Rudd, vivendo a história de um casal que tenta escapar da sociedade moderna, dirigindo-se à Geórgia para viver em uma comunidade rural, onde o amor é livre de regras.
Arrecadando apenas 24 milhões de dólares em todo o mundo com um orçamento de 35 milhões de dólares, Wanderlust recebeu algumas críticas positivas, mas foi um fracasso de bilheteria.

## Elenco
- Estúdio: Vox Mundi (SP)
- Mídia: DVD / Televisão
- Direção: Úrsula Bezerra
- Tradução: Daniela F. Garcia

| Personagem         | Ator / Atriz     | Dublagem              |
| ------------------ | ---------------- | --------------------- |
| George Gergenblatt | Paul Rudd        | Alfredo Rollo         |
| Linda Gergenblatt  | Jennifer Aniston | Eleonora Prado        |
| Seth               | Justin Theroux   | Zeca Rodrigues        |
| Carvin             | Alan Alda        | Carlos Campanile      |
| Eva                | Malin Åkerman    | Raquel Marinho        |
| Rick               | Ken Marino       | Luiz Laffey           |
| Wayne              | Joe Lo Truglio   | Élcio Sodré           |
| Karen              | Kathryn Hahn     | Angélica Santos       |
| Kathy              | Kerri Kenney     | Lúcia Helena          |
| Almond             | Lauren Ambrose   | Sílvia Suzy           |
| Marissa            | Michaela Watkins | Denise Reis           |
| Rodney             | Jordan Peele     | Wellington Lima       |
| Locutor            |                  | Gilberto Rocha Júnior |

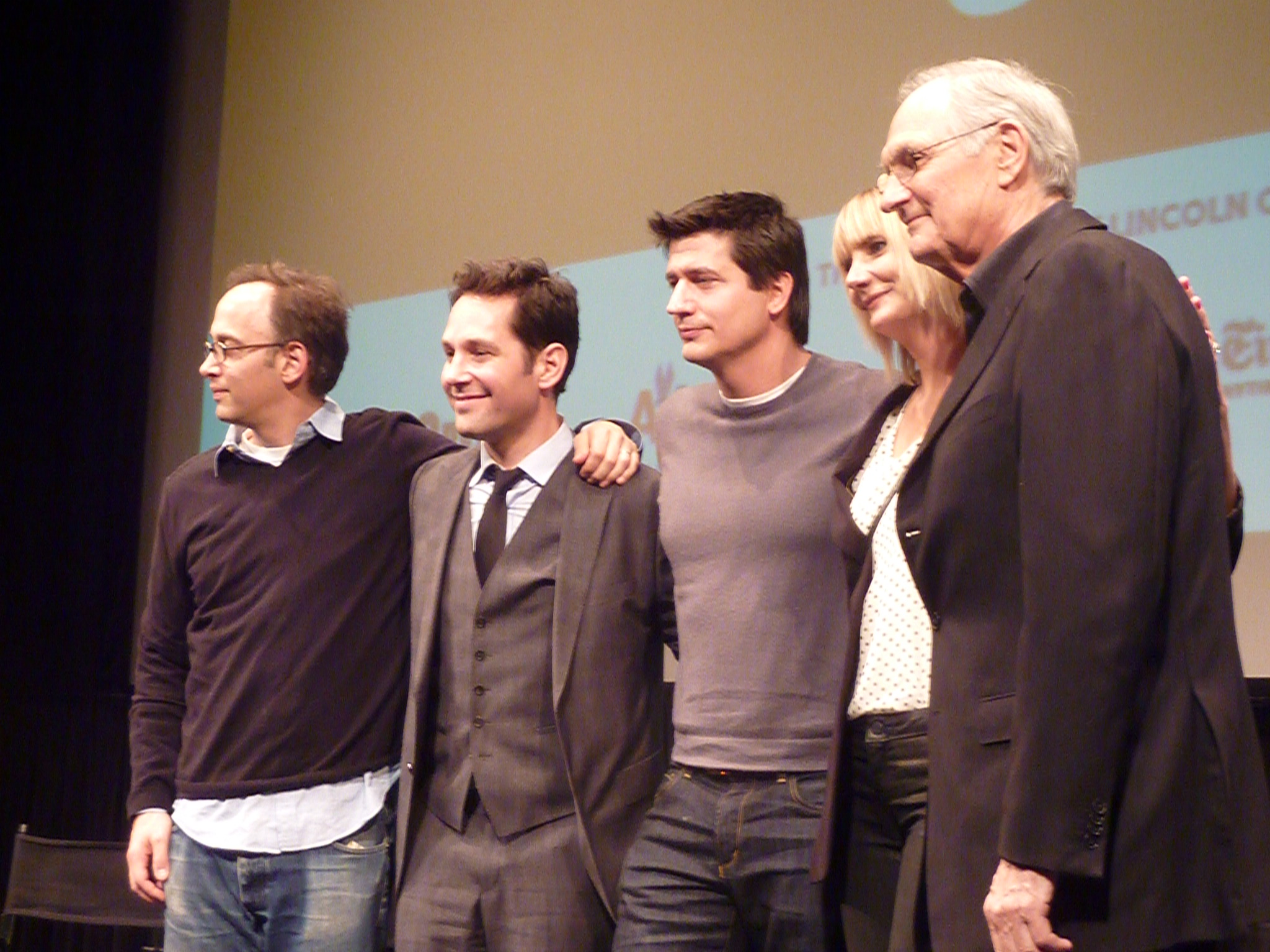
Wanderlust screening at Film Society of Lincoln Center, 2012

Paul Rudd se reuniu com Jennifer Aniston, pela primeira vez em sete anos, quando eles trabalharam juntos em 18 episódios da sitcom Friends. Os dois também co-estrelaram ao lado de Alan Alda na comédia de 1998 The Object of My Affection, em que Rudd coincidentemente também interpretou um personagem chamado George.

## Produção
David Wain divulgou a produção do filme e a pré-produção em seu blog no dia 21 de maio de 2010. A maior parte da produção ocorreu na Geórgia. O material adicional foi filmado em Nova York e Los Angeles.

### Filmagem
A fotografia principal teve lugar em vários locais da Geórgia: Gwinnett Diner em Lawrenceville (que também foi usado para uma cena no filme Road Trip); uma subdivisão chamada Miramonte Way fora de Ozora Road no Lawrenceville, área da Geórgia; e em Condado de Habersham, fora de New Liberty Road.

## Lançamento
O filme foi lançado em 24 de fevereiro de 2012. No primeiro fim de semana, Wanderlust abriu na posição #8, com 6,5 milhões de dólares em 2.002 localidades. Dada a sua estreia, foi considerado um fracasso de bilheteria. Depois de seis semanas, o filme concluiu sua temporada teatral com um produto interno bruto de 17 288 155 dólares e bruto estrangeiro de 4 162 198 dólares.
Wanderlust foi lançado no formato DVD e Blu-ray Disc em 19 de junho de 2012.

## Recepção
O filme recebeu críticas mistas. Com base em 134 avaliações, recebeu uma classificação de 59% "podre" no Rotten Tomatoes com a palavra consenso "Nem sempre é tão engraçado como deveria ser, mas os benefícios de Wanderlust vem de um elenco extremamente talentoso e trabalho mais confiante de David Wain, assegurado por trás das câmeras". No Metacritic, que atribui uma avaliação normalizada em 100 com base nas avaliações dos críticos, o filme tem uma pontuação de 53 com base em 34 avaliações, consideradas "críticas mistas ou médias". O público deu-lhe um B-CinemaScore.

## Prêmios
| Ano  | Prêmio                 | Categoria                      | Recebeu          | Resultado |
| ---- | ---------------------- | ------------------------------ | ---------------- | --------- |
| 2013 | People's Choice Awards | Favorite Comedic Movie Actress | Jennifer Aniston | Venceu    |

## Home media
Um combo Blu-ray/DVD foi lançado em 19 de junho de 2012. A última foi relatada ter um bruto para o DVD de 3 807 225 dólares. O Blu-ray contém os extras Wanderlust: The Bizarro Cut (01:19:59), e um comentários em áudio do diretor/produtor/co-escritor David Wain, produtor/co-roteirista/ator Ken Marino, e produtor/ator Paul Rudd. O bate-papo trio sobre a gênese do roteiro, como todos os atores vieram a bordo, inconsistências lógicas, e as audiências de teste. Eles também são "juntaram-se" com Albert Brooks, Woody Allen, Christopher Walken, Al Pacino, Bill Clinton, William Shatner, Alan Arkin, Peter Falk, e muitas outras celebridades, os quais são realmente as impressões feitas pelo ator Kevin Pollak.
Os extras de vídeo composto por um carretel da mordaça (5:44), e "Line-O-Rama" (9:10). Bônus a seguir: "Deus Afton!: Nos bastidores de Wanderlust" (27:13), Inveja do Pênis (07:41) e "A Campanha Elysium" (05:38). Todo o pacote é completado por um episódio de webshow de Wain "Wainy Dias: Elysium" (8:37), que encontra David tropeçando no município e ter seu próprio despertar sexual, além de robôs.